# Ozonuro
Ozonuro es un anión poliatómico de fórmula O−
3, análogo del ozono o de cualquiera de varias clases de compuestos de peróxidos similarmente generados por la reacción de ozono con un compuesto insaturado.

## Ozonuros iónicos
Los ozonuros inorgánicos son compuestos iónicos de color rojo oscuro que contienen el anión reactivo O−
3. Este anión tiene la geometría molecular angular de la molécula del ozono.
Se generan por combustión de potasio, rubidio o cesio en ozono, o por tratamiento del hidróxido del metal alcalino con ozono. Si por años el potasio queda expuesto al aire, acumula una cubierta de superóxido (O−
2) y ozonuro. Son explosivos muy sensibles que se les debe manipular a bajas temperaturas en un gas inerte. Los ozonuros de litio y de sodio son extremadamente inestables. Se les ha de preparar mediante intercambio iónico a baja temperatura, partiendo de CsO3. Se pensaba que sería imposible obtener ozonuro de sodio (NaO
3) puro, ya que es proclive a descomposición en NaOH y en NaO
2. Sin embargo, mediante criptandos y metilamina se puede obtener NaO
3 puro, de cristales rojos isoestructurales a NaNO
2.
Los ozonuros iónicos están siendo investigados[cita requerida] como fuentes de oxígeno en generadores de oxígeno químico. El ozonuro de tetrametilamonio, obtenible mediante una reacción de metátesis con ozonuro de cesio en amoníaco, es estable hasta 348 K:
CsO3 + [(CH3)4N][O2] → CsO2 + [(CH3)4N][O3]

## Estructuras covalentes de unión simple
Ozonuros fosfíticos: (RO)3PO3, se usan en la producción de oxígeno singlete. Se obtienen por ozonización de un éster de fosfito en diclorometano a bajas temperaturas, que se descompone y genera oxígeno singlete y un organofosfato:
1. (RO)3P + O3 → (RO)3PO3
2. (RO)3PO3 → (RO)3PO + 1O2

## Molozonuros
A los ozonuros orgánicos se les denomina molozonuros. Típicamente se generan por reacción de ozono y alquenos. Son más afines a explosivos de los peróxidos orgánicos. Como ellos, raramente se les aísla durante el curso de la secuencia de reacción de la ozonólisis. Son inestables: rápidamente se convierten a la estructura cíclica del trioxolano, con un anillo de miembros quíntuples: C–O–O–C–O. Comúnmente aparecen en forma de líquidos oleosos malolientes. En presencia de agua, súbitamente se descomponen a compuestos carbonílicos: aldehídos, cetonas, peróxidos.

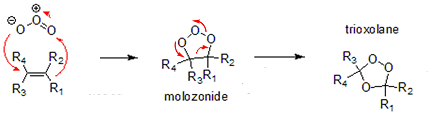
Generación de un ozonuro orgánico. La segunda flecha representa varios pasos según se muestra en ozonólisis.